# Квадрат из слов
Квадрат из слов — головоломка со словами, в которой надо написать друг под другом слова (обычно подразумевается, что это нарицательные существительные в начальной форме, как в кроссворде), чтобы они образовали квадрат, в котором во всех столбцах сверху вниз читаются слова. В столбцах могут стоять те же слова, что и в соответствующих им по номерам строках (такой квадрат называют полумагическим), а могут читаться и другие слова. Найти вручную квадрат 5×5 из десяти различных слов (полный или магический квадрат) очень трудно.

## История
Самым древним квадратом слов, вероятно, является латинский палиндром квадрат SATOR. До 1990−х гг. такие квадраты находили вручную, что было сопряжено с большими трудностями. Было известно лишь несколько квадратов слов размером 2×2, 3×3, 4×4 и 5×5. Самые большие квадраты слов в любом языке имеют размер 11×11 и были построены на латыни.

## Публикации
В журнале «Наука и жизнь» под рубрикой «Психологический практикум» по письму Сергея Мельникова была опубликована статья «Квадраты из слов», в которой говорилось:

В журнале «Наука и жизнь» неоднократно публиковались задачи, в которых требовалось заполнить словами квадратные матрицы 2×2, 3×3, 4×4, 5×5 так, чтобы по вертикали и горизонтали слова не повторялись (см., например, № 1, 1975 г.; № 6, 1977 г.).

В журнале «Интеллектуальные игры», который издавался в Челябинске, член редколлегии и известный специалист в области интеллектуальных игр Олег Степанов привёл два квадрата из слов, второй из которых (из десяти слов) был составлен М. Эскиным:

| П | О | Л | О | З |
| О | С | О | К | А |
| Л | О | Т | О | К |
| О | К | О | В | А |
| З | А | К | А | Т |

| С | О | П | Л | О |
| О | П | Р | О | С |
| П | Л | И | Т | А |
| К | О | М | О | Д |
| А | Т | А | К | А |

Первым, кто применил в этом деле компьютер, видимо, был Сергей Мельников, который получил несколько сотен квадратов из слов 5×5 и нашёл два квадрата из слов 6×6. Впоследствии, воспользовавшись более полным словарём существительных, он нашёл несколько десятков квадратов из слов 6×6, но ни квадрата 7×7, ни 8×8 найти не удалось.

## Использование в головоломках
Квадраты из слов используются в качестве кроссвордов, в этом случае в их сетке нет пустых клеток. Ещё в них оставляют лишь верхнее горизонтальное и левое вертикальное слово или некоторые буквы заменяют точками и предлагают восстановить все слова.